# Poipet
Poipet (Khmer ក្រុងប៉ោយប៉ែត, offizielle Umschrift: Paôy Pêt) ist eine Kleinstadt in der Provinz Banteay Meanchey im westlichen Kambodscha. Sie liegt unmittelbar an der Grenze zu Thailand und ist einer der wichtigsten Grenzübergänge zwischen den beiden Ländern. Auf thailändischer Seite liegt der Landkreis Aranyaprathet. In Poipet endet die Nationalstraße 5. Die Einwohnerzahl beträgt 48.960 (Stand: Zensus 2019).
Auf einem ca. 200 Meter breiten Streifen zwischen der eigentlichen Grenze und dem kambodschanischen Kontrollpunkt befinden sich mehrere Casinos in einem Zollfreigebiet. Dies ermöglicht es Besuchern aus Thailand, wo das Glücksspiel verboten ist, hier zu spielen, ohne die kambodschanische Grenzkontrolle passieren zu müssen.

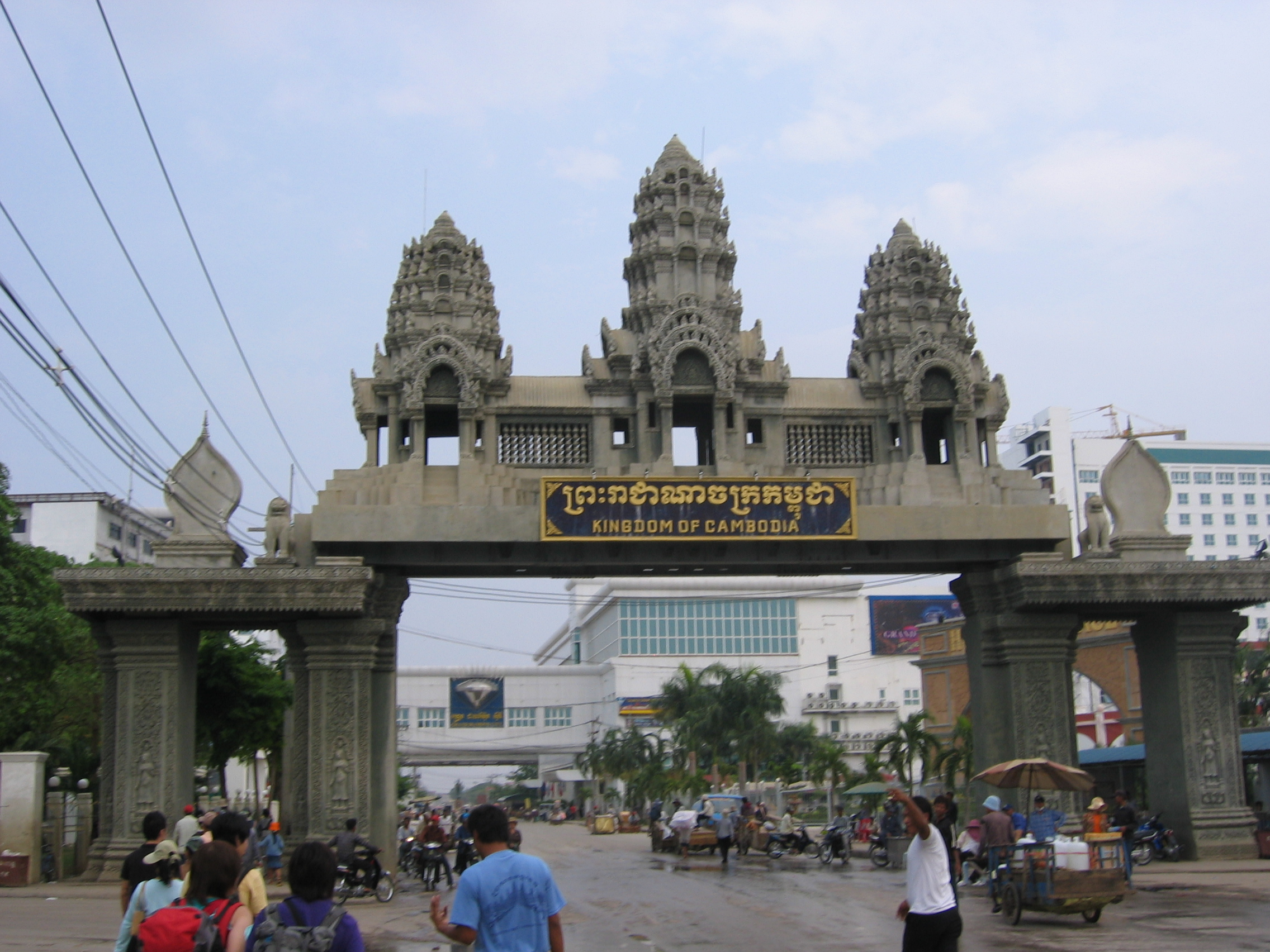
Grenzübergang (2005)
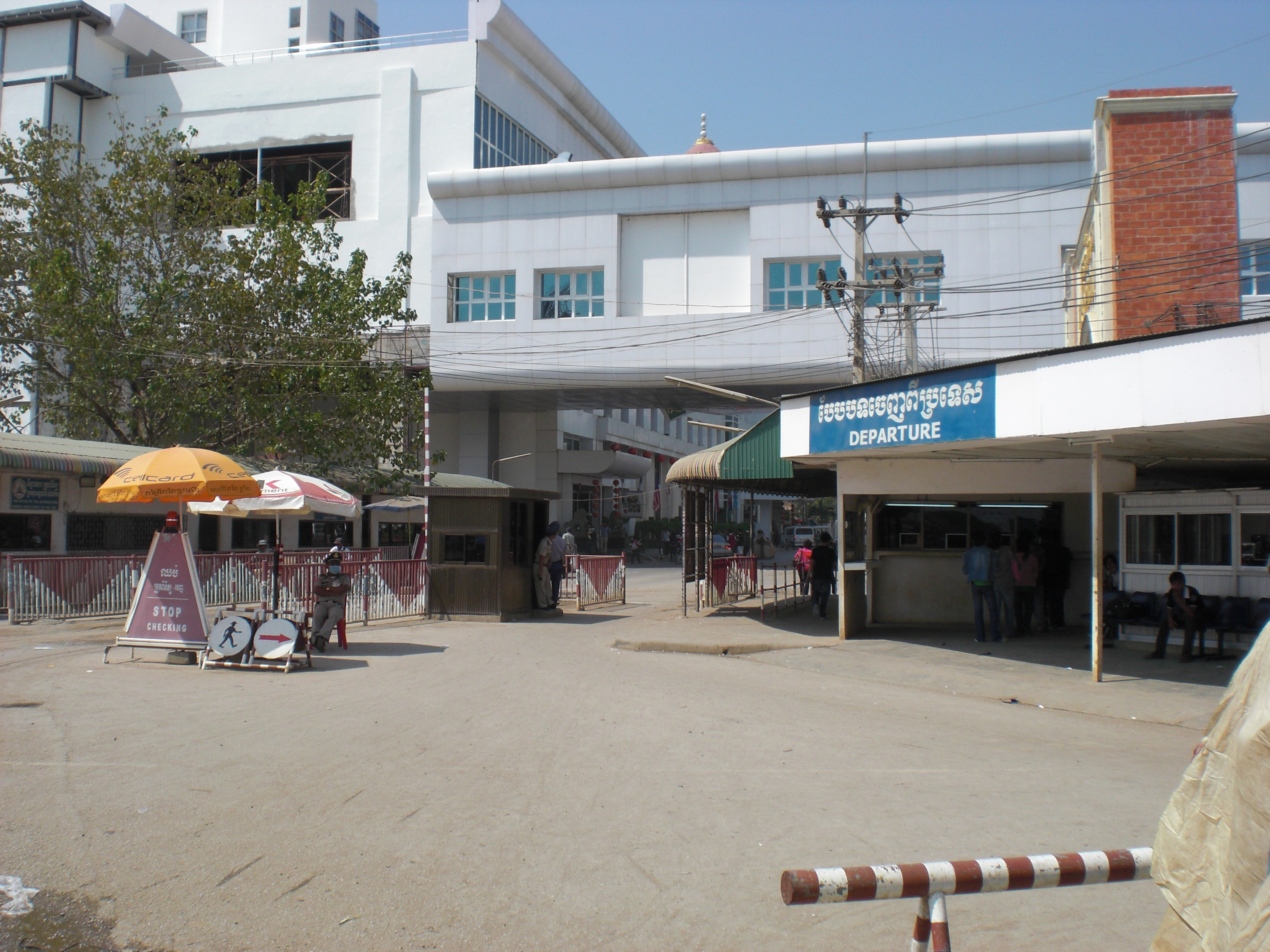
Kambodschanische Grenzkontrolle (2009)
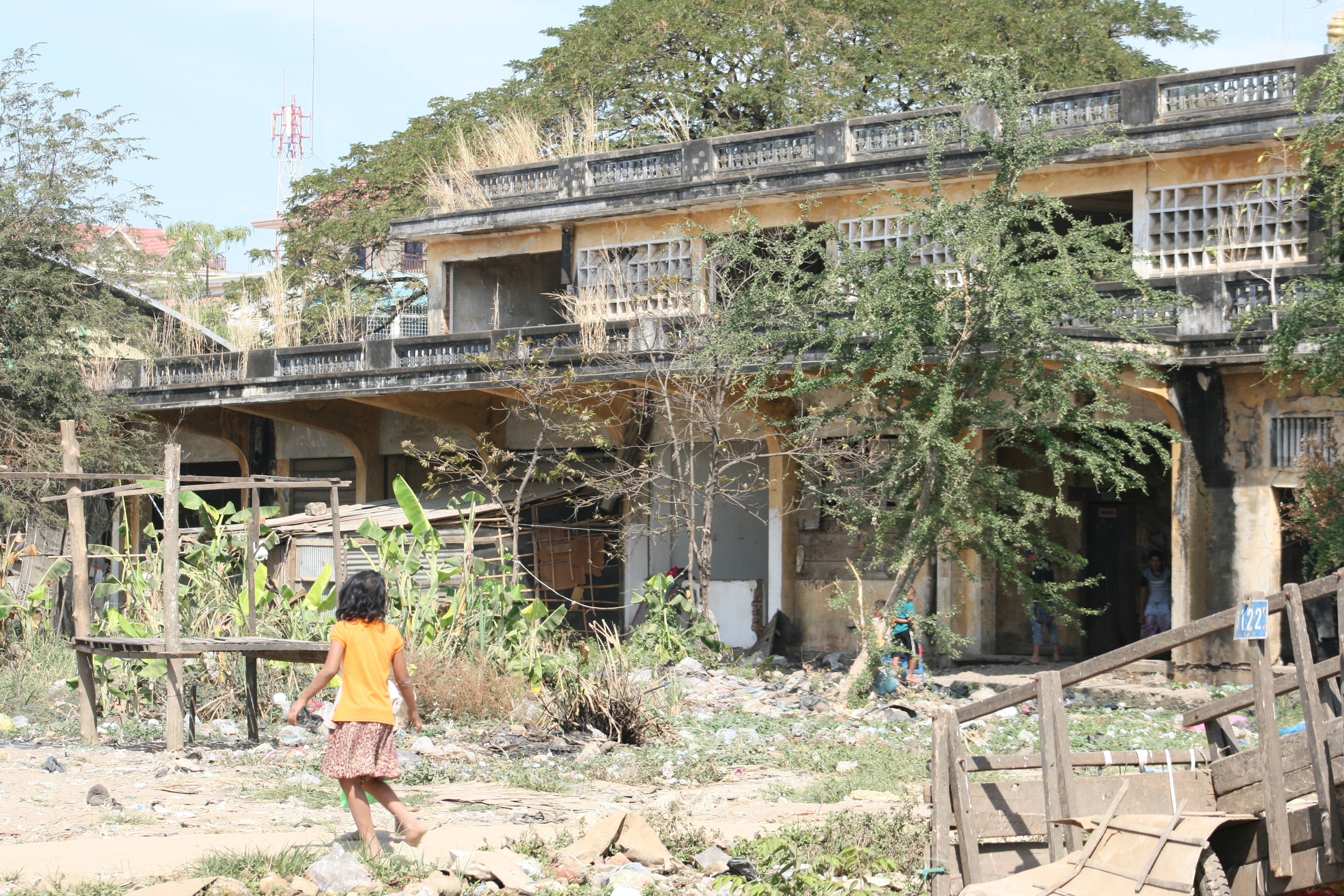
Verwaister Bahnhof (2012)
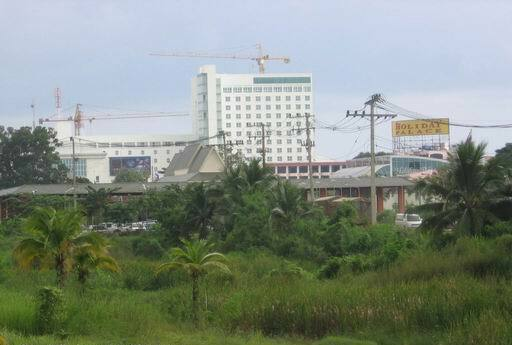
Poipet "Skyline" (2022)

Am 28. Dezember 2022 kam es abends zu einem Brand im mehrstöckigen Grand Diamond City Hotel und Casino. Dabei starben zumindest 19 Menschen, Dutzende weitere wurden verletzt.